# Kurorte in Litauen

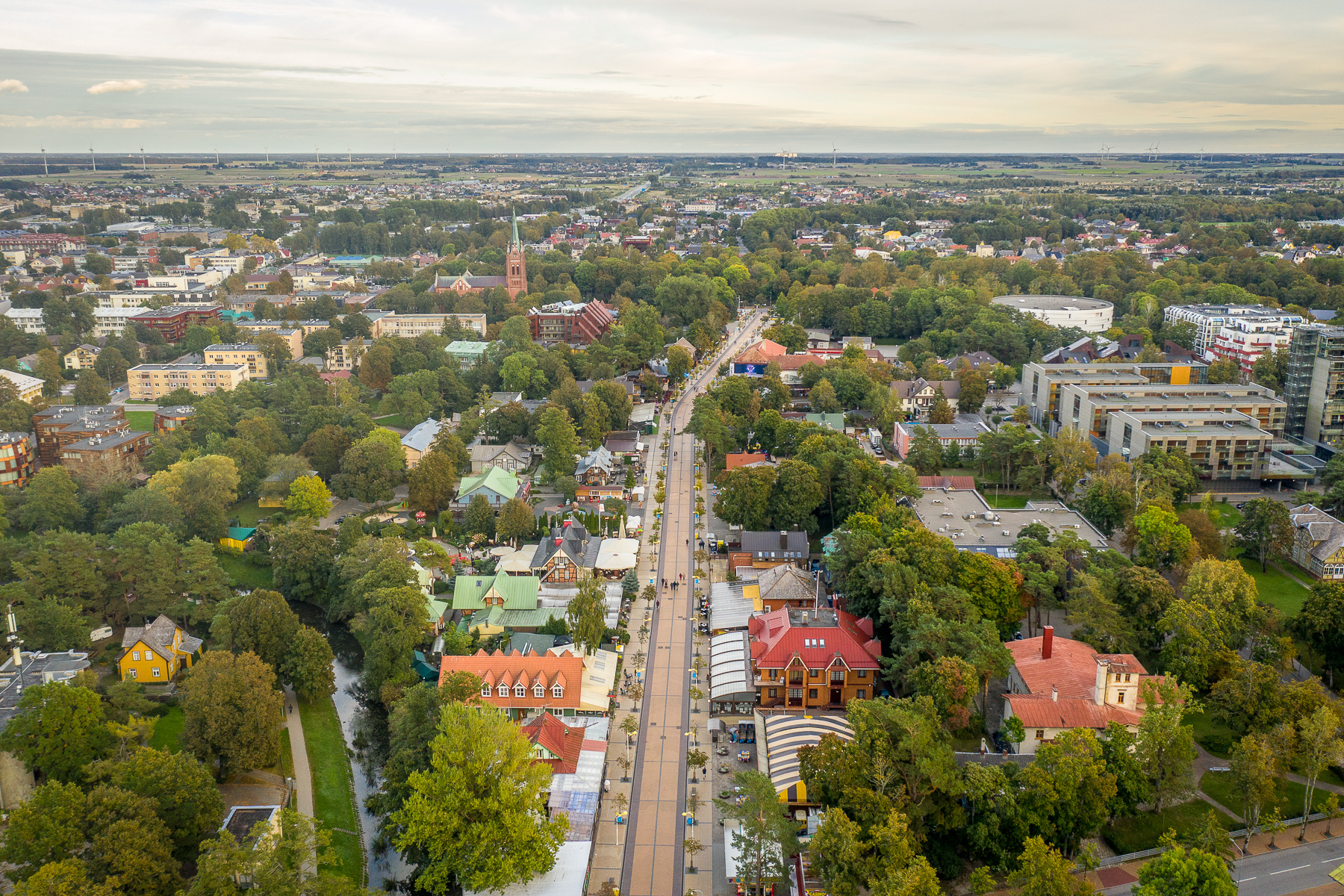
Palanga, Westlitauen

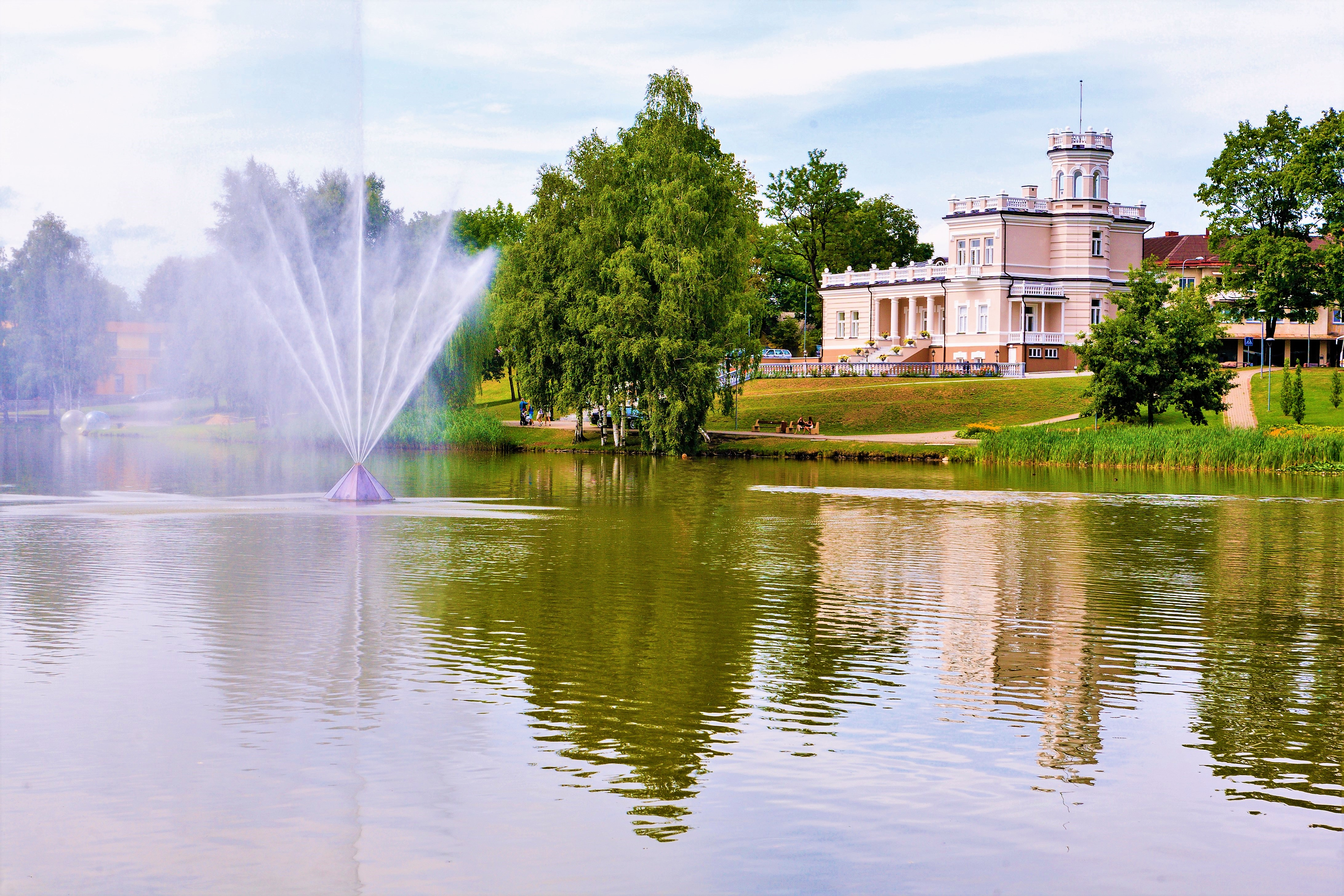
Druskininkai, Südlitauen

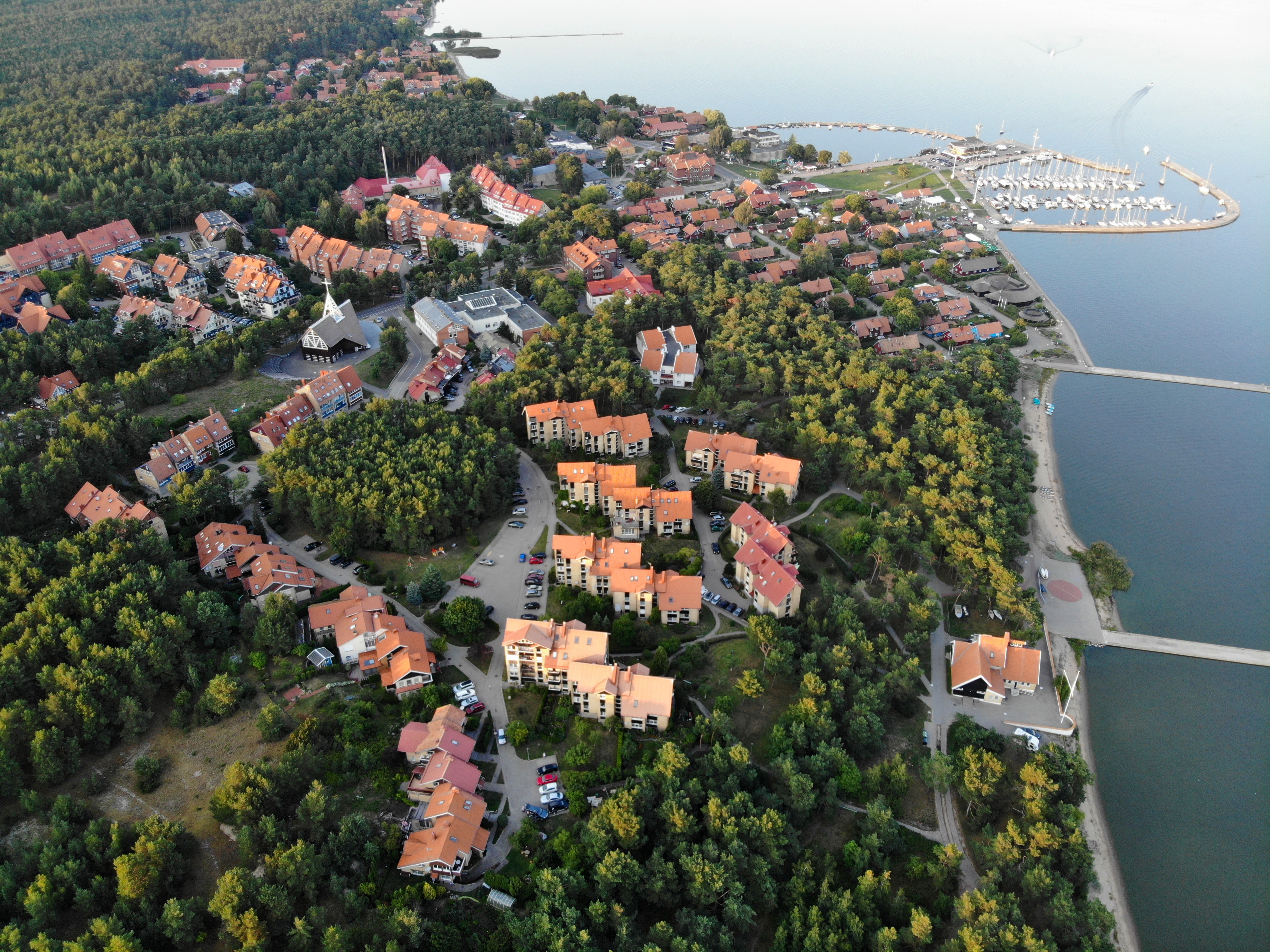
Nida in Neringa an der Ostsee

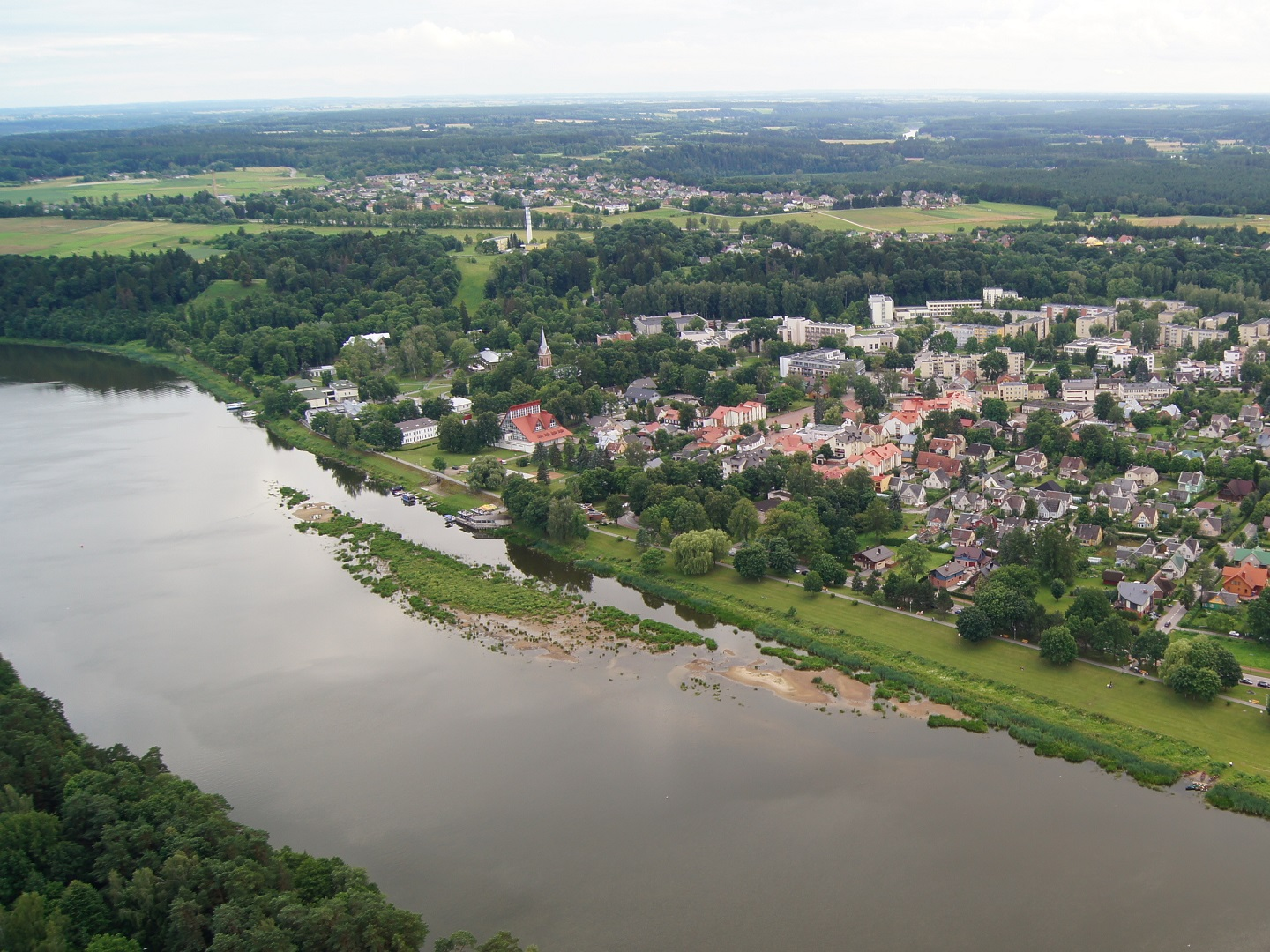
Birštonas

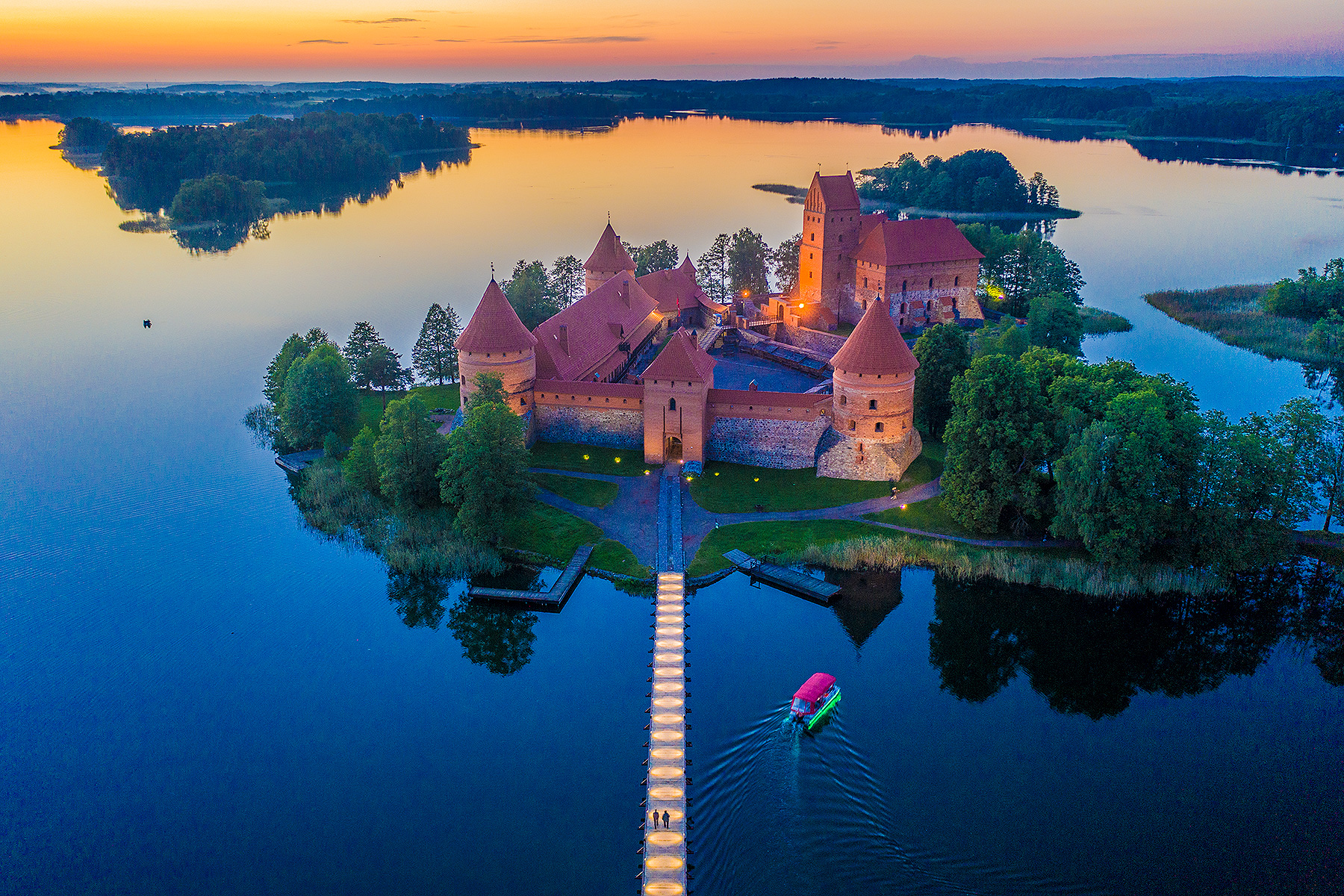
Trakai

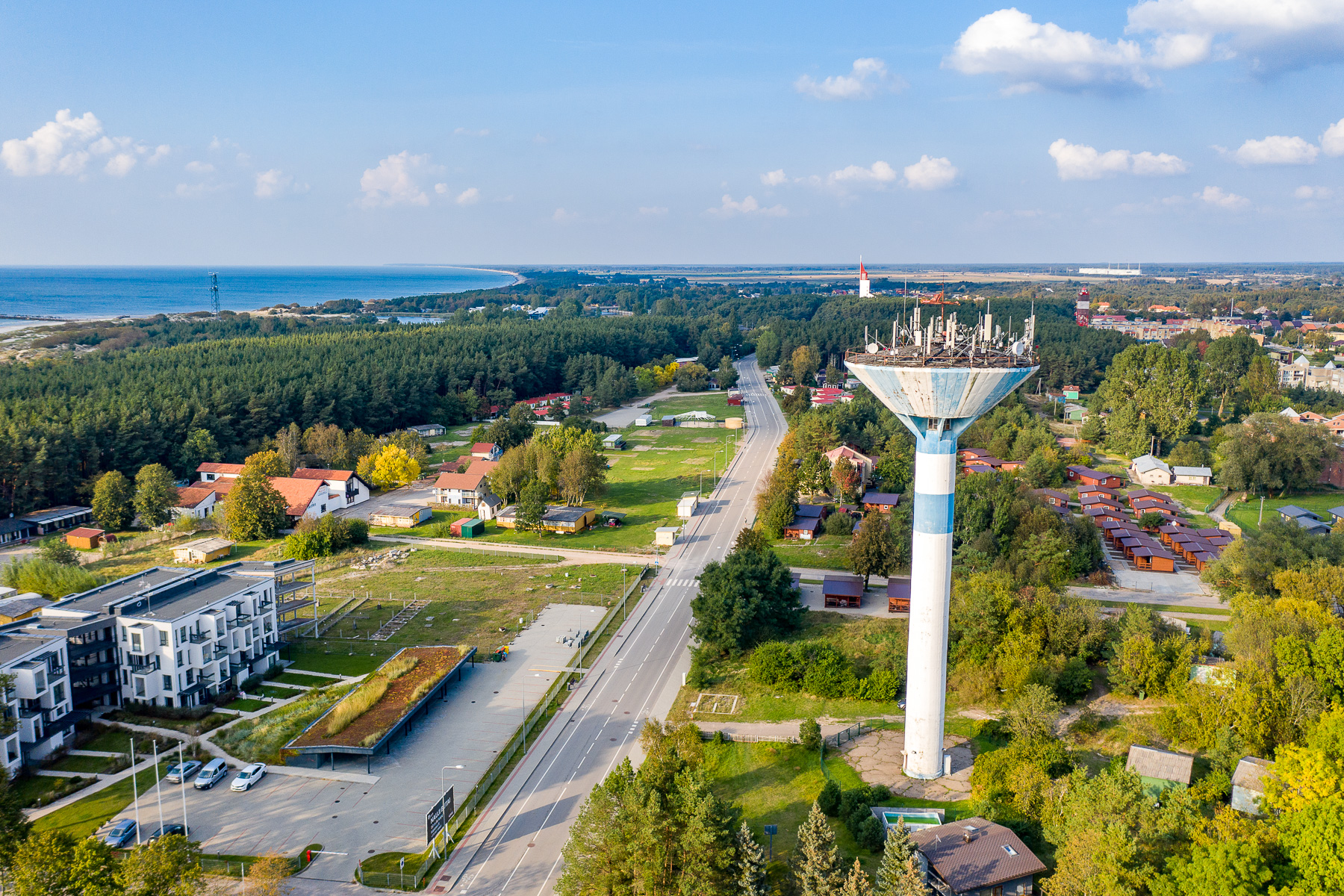
Šventoji (Palanga)

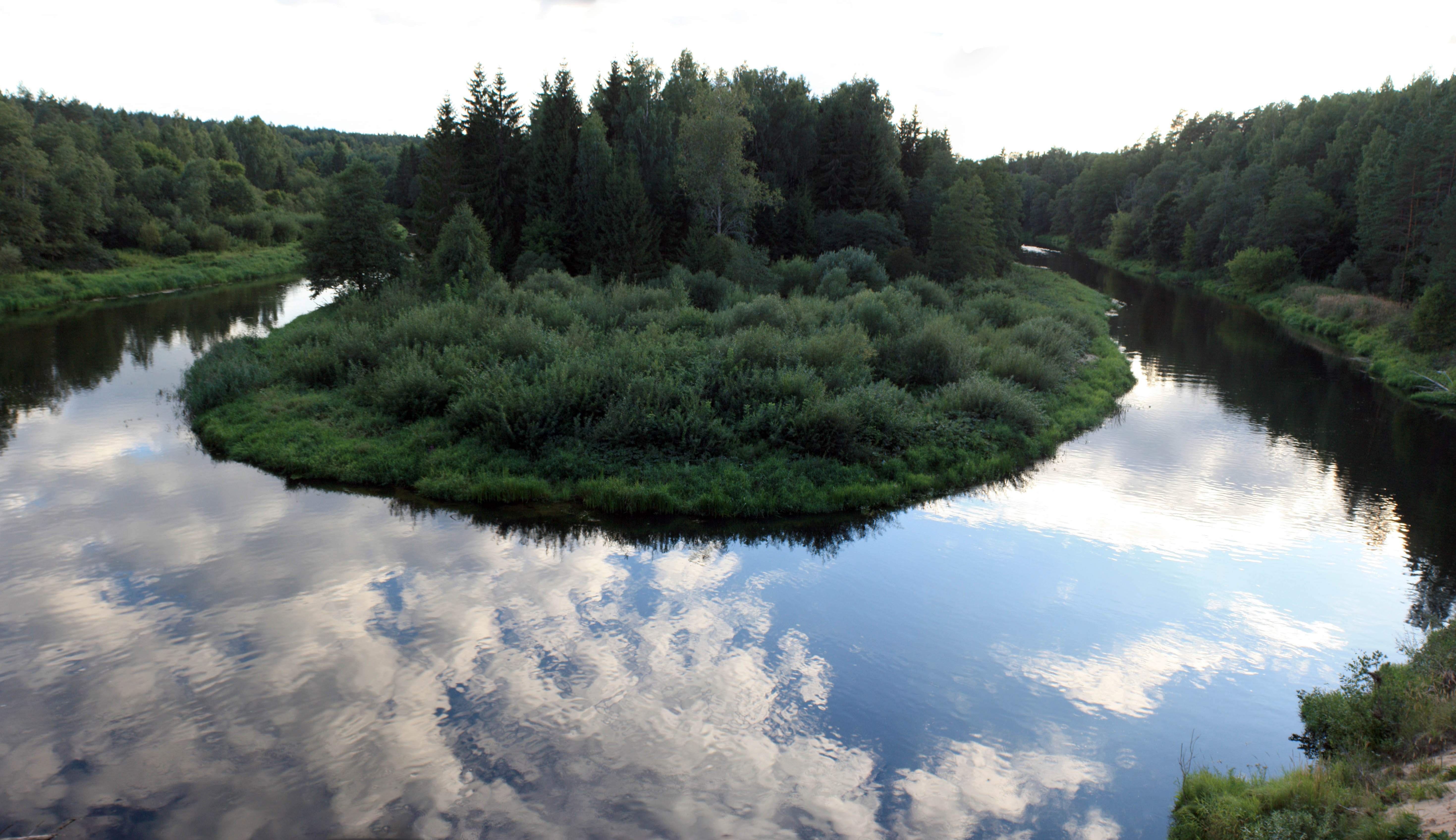
Fluss Šventoji bei Anykščiai, Mittellitauen

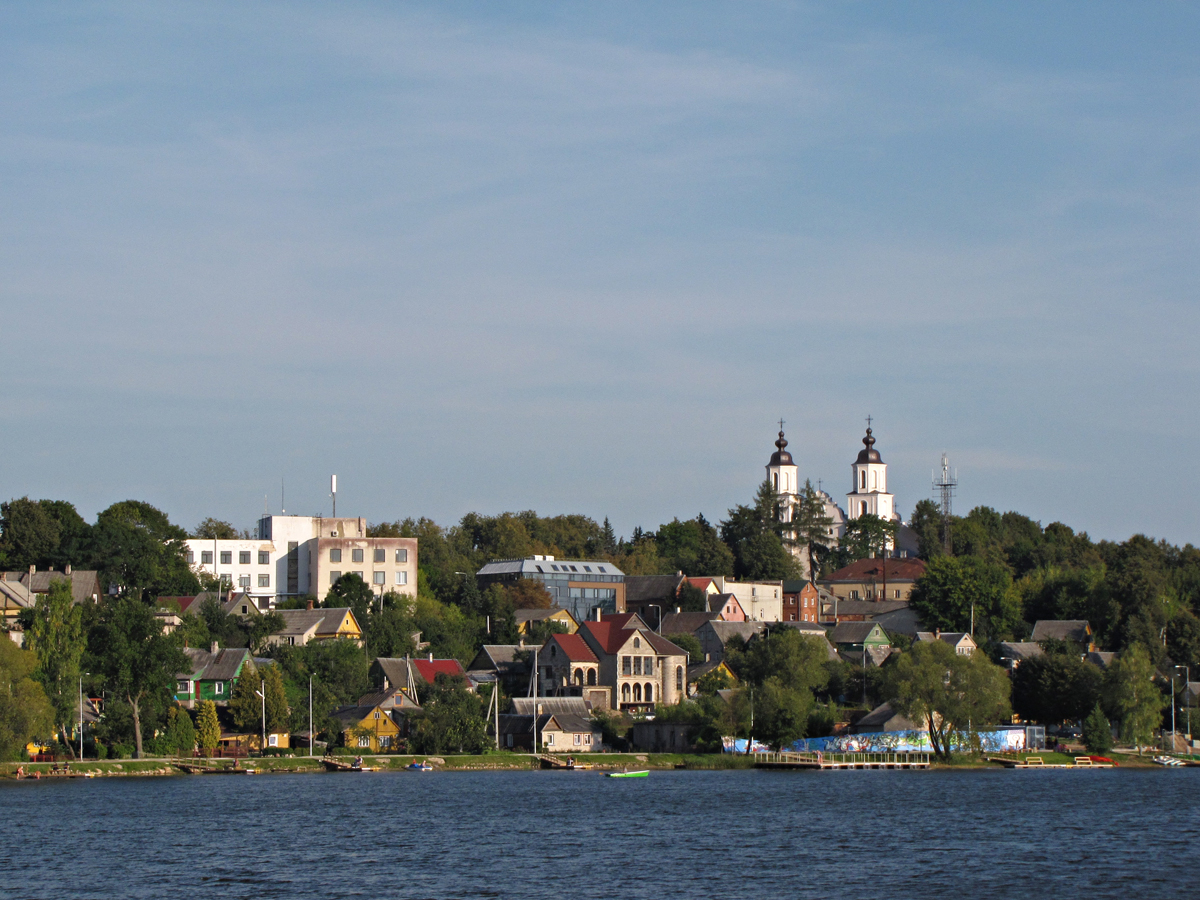
Zarasai, Oberlitauen

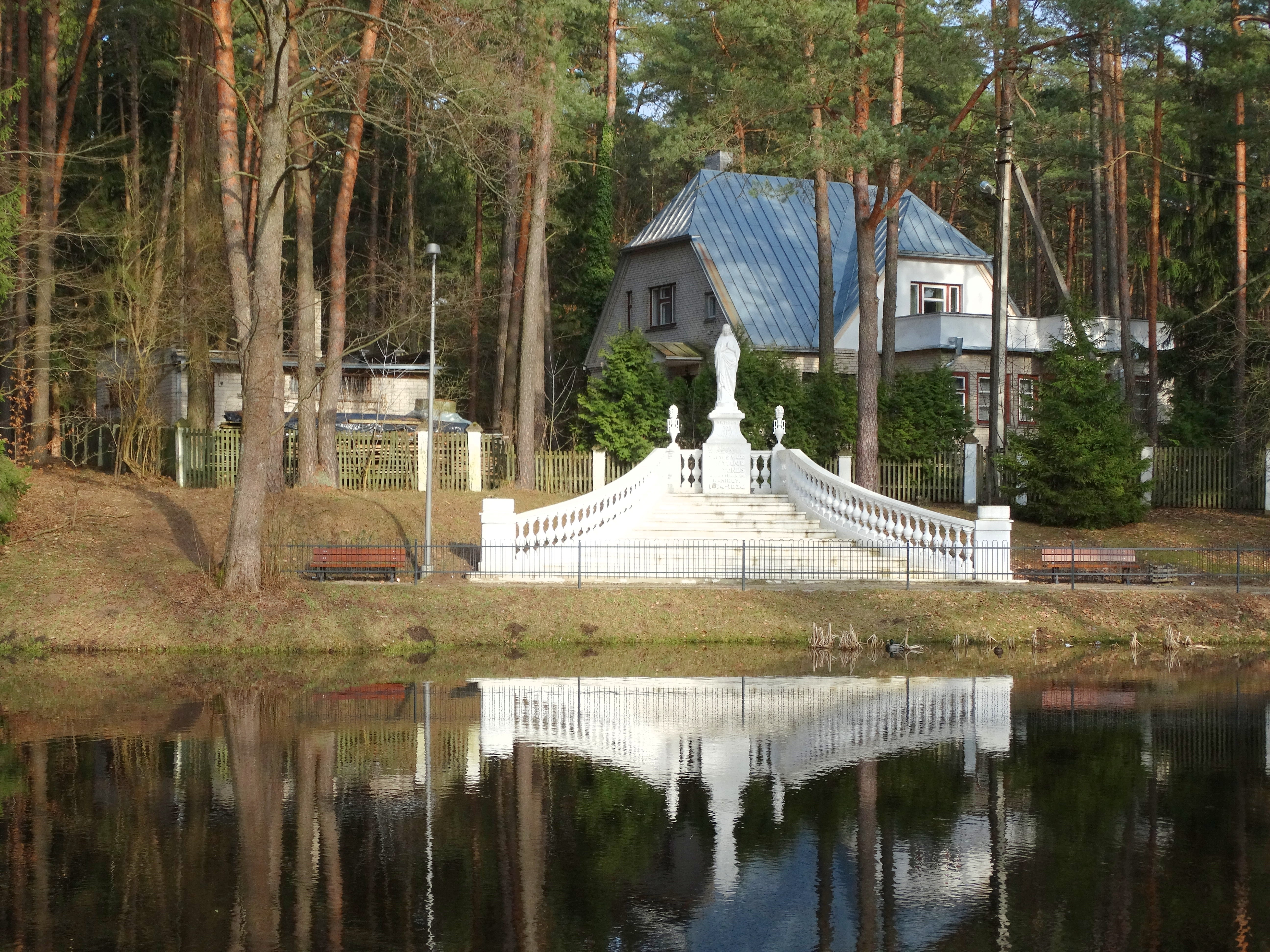
Kulautuva

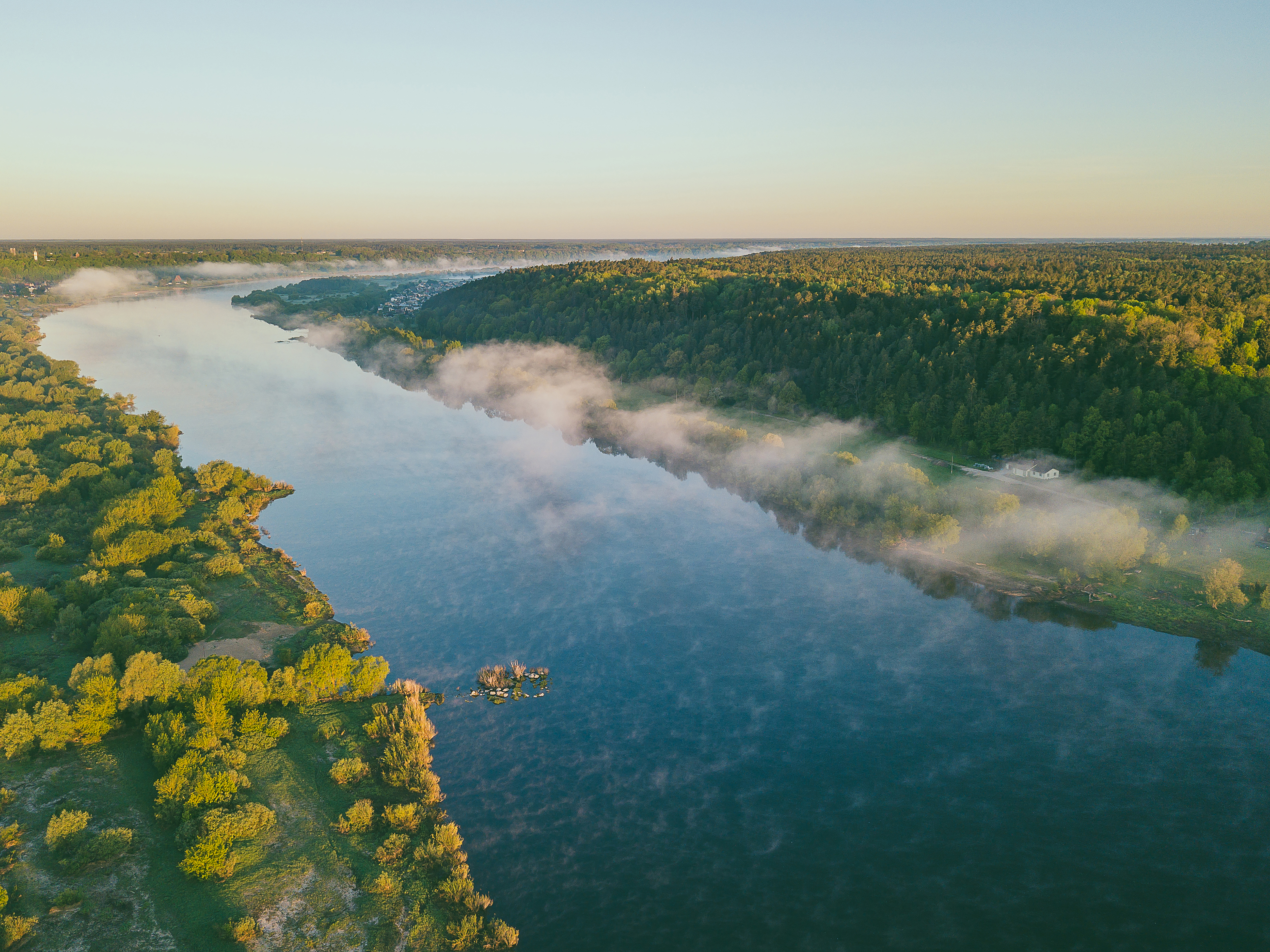
Memel bei Kačerginė, Rajongemeinde Kaunas

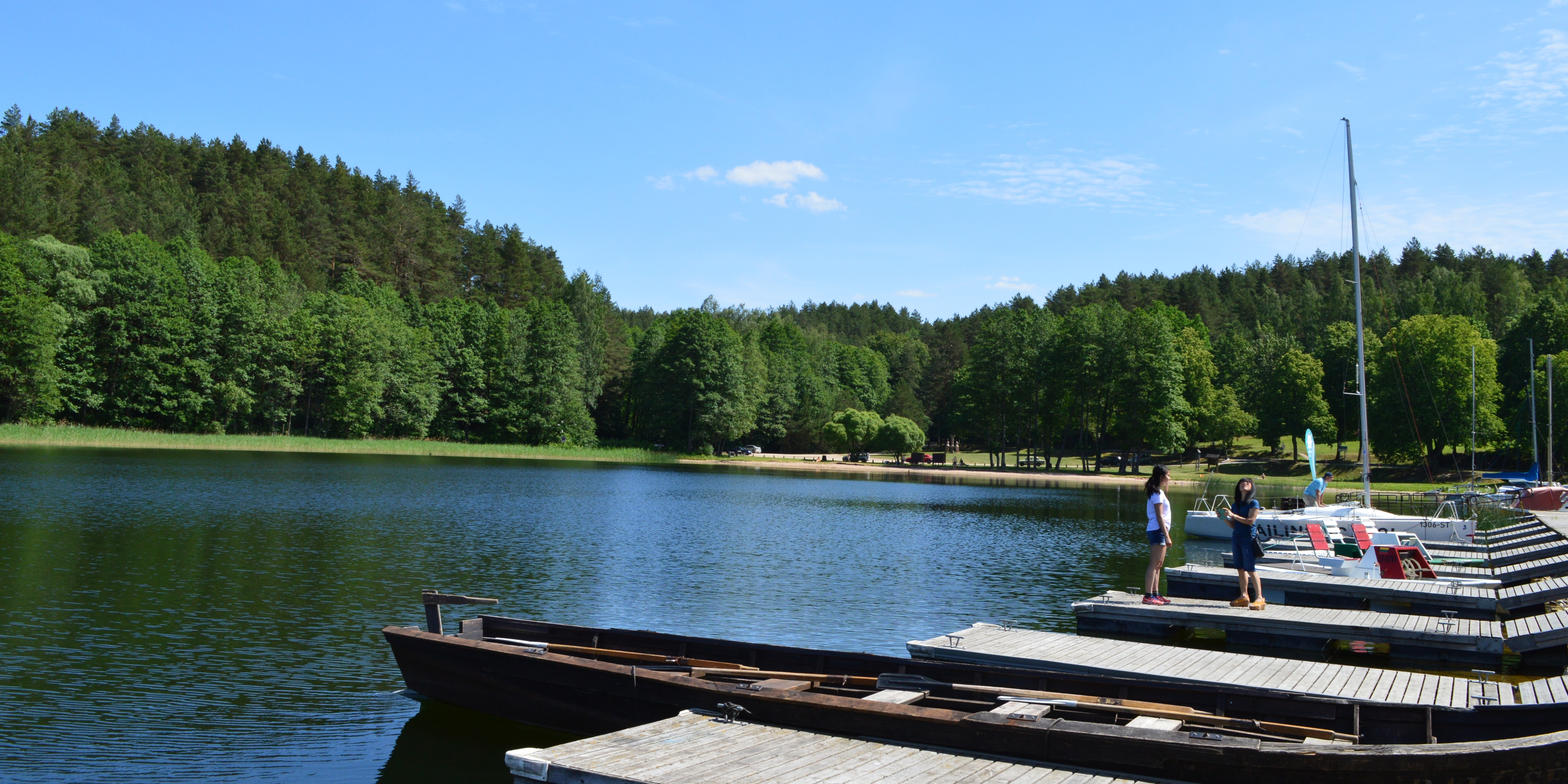
Palūšė, Oberlitauen

Kurorte in Litauen sind Orte und Gebiete, die den Status Kurort oder Kurortgebiet haben. Das Wort kurortas ist amtlicher Städtebeiname eines Kurortes. Nur Heilbäder, Thermalbäder oder Luftkurorte dürfen diesen Titel tragen, wenn der Kurbetrieb tatsächlich stattfindet und der Titel dem Ort von der Landesregierung verliehen wurde. 2006 hatten diese Städte Kurortstatus: Palanga, Neringa, Birštonas und Druskininkai.

## Bekannte Kurorte
Der bedeutendste Kurort in Litauen ist Palanga, rund 20 km nördlich der Hafenstadt Klaipėda im Bezirk Klaipėda. Die Stadt wird jährlich von mindestens 2,5 Mio. Gästen  besucht.
Druskininkai ist einer der ältesten und der zweitgrößte Kurort im südlichen Litauen, in der Region Dzūkija. Der Ort wurde von König Stanisław August im Jahre 1794 gegründet.
Birštonas ist ein sehr ruhiger Kurort im Distrikt Alytus. Es gibt Heilquellen, einen Kurpark und mehrere Sanatorien an der Memel, 40 km südöstlich der zweitgrößten litauischen Stadt Kaunas.

## Kurortgebiete
Anerkannte Kurortgebiete sind:
- Anykščiai (seit Juli 2007)
- Ignalina (seit Juli 2007)
- Palūšė, Rajongemeinde Ignalina (seit Juli 2007)
- Strigailiškis, Rajongemeinde Ignalina (seit Juli 2007)
- Zarasai (seit September 2008)
- Trakai (seit Oktober 2008)
- Kačerginė, Rajongemeinde Kaunas
- Kulautuva, Rajongemeinde Kaunas
- Zapyškis (ein Ortsteil), Rajongemeinde Kaunas[1][2]

## Geschichte
Seit 1587 ist das Mineralwasserheilbad in Biržai in Benutzung. Im 19. Jh. waren Kurorteinrichtungen nicht in Betrieb.
Etwa seit 1827 gibt es im Dorf Žiupa bei Stakliškės der Rajongemeinde Prienai ein bekanntes Mineralheilbad. Nach einem Brand 1857 wurden die Gebäude nicht wiederhergerichtet. Stattdessen wurde Birštonas zur bekannten Kurortstadt.

### In der Zwischenkriegszeit
1933 legte das Innenministerium eine Liste der Kurorte fest und bestimmte die Regel der Nutzung. Damals gab es sogar elf offiziell anerkannte Kurorte: Anykščiai, Berčiūnai, Birštonas, Smardonė (Likėnai), Aukštoji Panemunė, Kačerginė, Kulautuva, Lampėdžiai, Palanga, Pivonija und Zarasai.
1933 wurden Druskininkai und Trakai nicht eingetragen, da diese unter polnischer Besatzung waren.

### Unter sowjetischen Herrschaft
1940 wurden zusätzlich diese Städte als Kurorte anerkannt: Alytus, Bubiai, Juodšiliai, Paneriai, Pasvalys, Švenčionėliai, Šventoji, Trakai und Varėna II.
Später erlangte auch die Gemeinde Neringa den Kurortstatus.

## Gegenwart
Von 2007 bis 2008 entstanden neue Kurortgebiete.
Ein Mineralheilbad könnte jetzt in dem Städtchen Nemunaitis (Distrikt Alytus) eingerichtet werden: Mineralwasserqualitäten und Mineralmengen sind etwa wie im Mineralwasserheilbad in Birštonas.
Auch Städte und Städtchen wie Anykščiai und Smalininkai im Mittellitauen, Aukštadvaris bei Trakai, Juodkrantė in der Kurischen Nehrung sowie Orte wie Salantai, Zarasai, Likėnai in Oberlitauen sind Erholungsstätten bekannt und sind als Kurorte geeignet (medizinisch gesehen) und den strengen kurortologischen Anforderungen in der Zukunft entsprechen könnten.
Seit der Gebietsreform von 1993 tragen zwei der 60 litauischen Selbstverwaltungsgemeinden die Bezeichnung Kurort, Neringa (zu dem auch das Seebad Juodkrantė gehört) und Palanga. Andere Kernorte wie Birštonas tragen diese Bezeichnung als Ort, aber nicht als Gemeinde.
2022 stellte die Rajongemeinde Molėtai den Antrag zur Anerkennung zum Kurortgebiet der Stadt Molėtai und derer Umsiedlungen. Die Entscheidung trifft die Regierung der Republik Litauen laut dem Gutachten einer Arbeitsgruppe, gebildet vom Wirtschaftsministerium Litauens.